# Gemerské Teplice
Gemerské Teplice es un municipio del distrito de Revúca en la región de Banská Bystrica, Eslovaquia, con una población estimada a final del año 2024 de 370 habitantes.
Se encuentra ubicado al este de la región, en la cuenca hidrográfica del río Sajó —un afluente derecho del río Tisza— y cerca de la frontera con la región de Košice.

## Demografía
| Año        | 1994 | 2004    | 2014    | 2024    |
| ---------- | ---- | ------- | ------- | ------- |
| Población  | 370  | 390     | 381     | 370     |
| Diferencia |      | +5,40 % | −2,30 % | −2,88 % |

| Año        | 2023 | 2024    |
| ---------- | ---- | ------- |
| Población  | 373  | 370     |
| Diferencia |      | −0,80 % |